# Cambio-Aldaketa
Cambio-Aldaketa es una coalición electoral española creada para concurrir por Navarra al Senado en las elecciones generales de 2015 y 2019.

## Historia
Fue creada como una coalición electoral de los partidos Podemos, Euskal Herria Bildu, Geroa Bai e Izquierda-Ezkerra tras reunir 8300 firmas en noviembre de 2015. La coalición presentó como candidatos al Senado por la circunscripción de Navarra en las elecciones generales del 20 de diciembre de ese año a Ana Luján Martínez (propuesta por Geroa Bai), Patxi Zamora Aznar (EH Bildu) e Iñaki Bernal Lumbreras (I-E); estos recibieron respectivamente 97 521, 93 858 y 91 510 votos, resultando electa Ana Luján, cuarta en número de votos en la circunscripción por detrás de los tres candidatos de la coalición de Unión del Pueblo Navarro y Partido Popular. Tras la conformación de los grupos parlamentarios, Ana Luján se incorporó al grupo mixto del Senado durante la breve legislatura de 2016.
La coalición fue reeditada de cara a las elecciones de abril de 2019, tras recabar 8900 firmas. En esta ocasión presentó como candidatos al Senado a Ricardo Feliu (propuesto por Unidas Podemos), Arturo Goldaracena (EH Bildu) y Ana Luján (Geroa Bai).